# 2022–2023-as EHF-bajnokok ligája (csoportkör)
Ez a cikk ismerteti a 2022–2023-as EHF-bajnokok ligája csoportkörének az eredményeit.

## Formátum
A csoportkörbe jutott 16 csapatot két csoportba sorolták. A csoportokból a csoportgyőztes és a második helyezett egyből a negyeddöntőbe jut, a 3-6. helyezettek pedig a nyolcaddöntőbe.
Azonos pontszám esetén az alábbiak szerint döntik el a sorrendet:
1. Egymás elleni mérkőzéseken szerzett több pont,
2. Egymás elleni mérkőzések alapján számolt gólkülönbség,
3. Egymás elleni mérkőzéseken lőtt több gól,
4. A csoport összes meccse alapján számolt gólkülönbség,
5. A csoportban lőtt gólok száma,
6. Sorsolás.

## Kiemelés
A csoportkör sorsolását 2022. július 1-jén tartották Bécsben. A 16 csapatot két csoportba sorolták oly módon, hogy két azonos nemzetbeli csapat ne kerüljön egy csoportba.
| 1-es kalap                                             | 2-es kalap                                    | 3-as kalap                                              | 4-es kalap                                  |
| ------------------------------------------------------ | --------------------------------------------- | ------------------------------------------------------- | ------------------------------------------- |
| Paris Saint-Germain SC Magdeburg Barcelona Pick Szeged | GOG Håndbold Vive Targi Kielce Porto RK Celje | CS Dinamo București Telekom Veszprém KC THW Kiel Nantes | Wisła Płock Zagreb Elverum Håndball Aalborg |

## Csoportkör

### A csoport
| #  | Csapat              | M  | Gy | D | V  | G+  | G–  | Gk  | P  |
| -- | ------------------- | -- | -- | - | -- | --- | --- | --- | -- |
| 1. | Paris Saint-Germain | 14 | 12 | 0 | 2  | 492 | 439 | +53 | 24 |
| 2. | SC Magdeburg        | 14 | 9  | 2 | 3  | 453 | 419 | +34 | 20 |
| 3. | Telekom Veszprém KC | 14 | 8  | 2 | 4  | 449 | 429 | +20 | 18 |
| 4. | GOG Håndbold        | 14 | 7  | 1 | 6  | 459 | 454 | +5  | 15 |
| 5. | Dinamo București    | 14 | 5  | 3 | 6  | 416 | 429 | –13 | 13 |
| 6. | Wisła Płock         | 14 | 4  | 1 | 9  | 374 | 412 | –38 | 9  |
| 7. | RK Zagreb           | 14 | 3  | 2 | 9  | 390 | 420 | –30 | 8  |
| 8. | Porto               | 14 | 2  | 1 | 11 | 407 | 438 | –31 | 5  |

| 2022. szeptember 14. 20:45 | RK Zagreb         | 27–31       | GOG Håndbold           | Arena Zagreb, Zágráb Nézőszám: 450 Játékvezetők: Brunner, Salah (SUI) |
| 2022. szeptember 14. 20:45 | Čupić, Leimeter 5 | (12–18)     | Jørgensen, Tollbring 5 | Arena Zagreb, Zágráb Nézőszám: 450 Játékvezetők: Brunner, Salah (SUI) |
| 2022. szeptember 14. 20:45 | 2×                | Jegyzőkönyv | 4×                     | Arena Zagreb, Zágráb Nézőszám: 450 Játékvezetők: Brunner, Salah (SUI) |

| 2022. szeptember 15. 18:45 | Dinamo București | 28–30       | SC Magdeburg | Dinamo Polyvalent Hall, Bukarest Nézőszám: 3500 Játékvezetők: Santos, Fonseca (POR) |
| 2022. szeptember 15. 18:45 | Kuduz 6          | (16–16)     | Magnússon 6  | Dinamo Polyvalent Hall, Bukarest Nézőszám: 3500 Játékvezetők: Santos, Fonseca (POR) |
| 2022. szeptember 15. 18:45 | 3×               | Jegyzőkönyv | 2×           | Dinamo Polyvalent Hall, Bukarest Nézőszám: 3500 Játékvezetők: Santos, Fonseca (POR) |

| 2022. szeptember 15. 18:45 | Telekom Veszprém KC | 36–34       | Paris Saint-Germain | Veszprém Aréna, Veszprém Nézőszám: 5140 Játékvezetők: Marín, García (ESP) |
| 2022. szeptember 15. 18:45 | Lauge 11            | (17–17)     | Krištopāns 7        | Veszprém Aréna, Veszprém Nézőszám: 5140 Játékvezetők: Marín, García (ESP) |
| 2022. szeptember 15. 18:45 | 5× 1×               | Jegyzőkönyv | 2× 1×               | Veszprém Aréna, Veszprém Nézőszám: 5140 Játékvezetők: Marín, García (ESP) |

| 2022. szeptember 15. 20:45 | Wisła Płock | 27–23       | Porto      | Orlen Arena, Płock Nézőszám: 3000 Játékvezetők: Schulze, Tönnies (GER) |
| 2022. szeptember 15. 20:45 | Pérez 7     | (14–10)     | Oliveira 5 | Orlen Arena, Płock Nézőszám: 3000 Játékvezetők: Schulze, Tönnies (GER) |
| 2022. szeptember 15. 20:45 | 4× 1×       | Jegyzőkönyv | 5× 2× 1×   | Orlen Arena, Płock Nézőszám: 3000 Játékvezetők: Schulze, Tönnies (GER) |

| 2022. szeptember 21. 20:45 | Paris Saint-Germain | 37–33       | Wisła Płock  | Halle Georges Carpentier, Párizs Nézőszám: 2400 Játékvezetők: Hansen, Madsen (DEN) |
| 2022. szeptember 21. 20:45 | Syprzak 9           | (18–16)     | Koszorotov 8 | Halle Georges Carpentier, Párizs Nézőszám: 2400 Játékvezetők: Hansen, Madsen (DEN) |
| 2022. szeptember 21. 20:45 | 4× 1×               | Jegyzőkönyv | 1×           | Halle Georges Carpentier, Párizs Nézőszám: 2400 Játékvezetők: Hansen, Madsen (DEN) |

| 2022. szeptember 21. 20:45 | Porto    | 28–35       | Telekom Veszprém KC | Dragão Caixa, Porto Nézőszám: 1100 Játékvezetők: Bonaventura, Bonaventura (FRA) |
| 2022. szeptember 21. 20:45 | Thurin 6 | (12–16)     | Nenadić 7           | Dragão Caixa, Porto Nézőszám: 1100 Játékvezetők: Bonaventura, Bonaventura (FRA) |
| 2022. szeptember 21. 20:45 | 3× 1×    | Jegyzőkönyv | 2×                  | Dragão Caixa, Porto Nézőszám: 1100 Játékvezetők: Bonaventura, Bonaventura (FRA) |

| 2022. szeptember 22. 18:45 | GOG Håndbold | 38–38       | Dinamo București | Jyske Bank Arena, Odense Nézőszám: 4000 Játékvezetők: Gasmi, Gasmi (FRA) |
| 2022. szeptember 22. 18:45 | Madsen 10    | (21–20)     | Akimenko 7       | Jyske Bank Arena, Odense Nézőszám: 4000 Játékvezetők: Gasmi, Gasmi (FRA) |
| 2022. szeptember 22. 18:45 | 3× 1×        | Jegyzőkönyv | 2× 1×            | Jyske Bank Arena, Odense Nézőszám: 4000 Játékvezetők: Gasmi, Gasmi (FRA) |

| 2022. szeptember 22. 20:45 | SC Magdeburg | 35–25       | RK Zagreb  | GETEC Arena, Magdeburg Nézőszám: 3582 Játékvezetők: Jørum, Kleven (NOR) |
| 2022. szeptember 22. 20:45 | Hornke 11    | (17–12)     | Leimeter 5 | GETEC Arena, Magdeburg Nézőszám: 3582 Játékvezetők: Jørum, Kleven (NOR) |
| 2022. szeptember 22. 20:45 | 5×           | Jegyzőkönyv | 5×         | GETEC Arena, Magdeburg Nézőszám: 3582 Játékvezetők: Jørum, Kleven (NOR) |

| 2022. szeptember 28. 20:45 | Telekom Veszprém KC | 33–30       | Dinamo București     | Veszprém Aréna, Veszprém Nézőszám: 4100 Játékvezetők: Brunner, Salah (SUI) |
| 2022. szeptember 28. 20:45 | három játékos 5     | (15–17)     | Akimenko, Kašpárek 7 | Veszprém Aréna, Veszprém Nézőszám: 4100 Játékvezetők: Brunner, Salah (SUI) |
| 2022. szeptember 28. 20:45 | 3× 1×               | Jegyzőkönyv | 4× 2×                | Veszprém Aréna, Veszprém Nézőszám: 4100 Játékvezetők: Brunner, Salah (SUI) |

| 2022. szeptember 28. 18:45 | RK Zagreb   | 29–23       | Porto          | Arena Zagreb, Zágráb Nézőszám: 1300 Játékvezetők: Horáček, Novotný (CZE) |
| 2022. szeptember 28. 18:45 | Gyibirov 10 | (16–15)     | négy játékos 3 | Arena Zagreb, Zágráb Nézőszám: 1300 Játékvezetők: Horáček, Novotný (CZE) |
| 2022. szeptember 28. 18:45 | 5×          | Jegyzőkönyv | 3× 1×          | Arena Zagreb, Zágráb Nézőszám: 1300 Játékvezetők: Horáček, Novotný (CZE) |

| 2022. szeptember 28. 20:45 | SC Magdeburg | 22–29       | Paris Saint-Germain | GETEC Arena, Magdeburg Nézőszám: 6012 Játékvezetők: Lah, Sok (SLO) |
| 2022. szeptember 28. 20:45 | Weber 7      | (10–18)     | négy játékos 5      | GETEC Arena, Magdeburg Nézőszám: 6012 Játékvezetők: Lah, Sok (SLO) |
| 2022. szeptember 28. 20:45 | 3× 2×        | Jegyzőkönyv | 5× 1×               | GETEC Arena, Magdeburg Nézőszám: 6012 Játékvezetők: Lah, Sok (SLO) |

| 2022. szeptember 29. 18:45 | Wisła Płock | 31–27       | GOG Håndbold | Orlen Arena, Płock Nézőszám: 2600 Játékvezetők: Marín, García (ESP) |
| 2022. szeptember 29. 18:45 | Lučin 7     | (17–14)     | Tollbring 7  | Orlen Arena, Płock Nézőszám: 2600 Játékvezetők: Marín, García (ESP) |
| 2022. szeptember 29. 18:45 | 6× 1×       | Jegyzőkönyv | 4× 2×        | Orlen Arena, Płock Nézőszám: 2600 Játékvezetők: Marín, García (ESP) |

| 2022. október 5. 18:45 | Dinamo București | 32–27       | Porto    | Dinamo Polyvalent Hall, Bukarest Nézőszám: 4000 Játékvezetők: Hansen, Madsen (DEN) |
| 2022. október 5. 18:45 | Zein 10          | (13–12)     | Thurin 8 | Dinamo Polyvalent Hall, Bukarest Nézőszám: 4000 Játékvezetők: Hansen, Madsen (DEN) |
| 2022. október 5. 18:45 | 1×               | Jegyzőkönyv | 4×       | Dinamo Polyvalent Hall, Bukarest Nézőszám: 4000 Játékvezetők: Hansen, Madsen (DEN) |

| 2022. október 5. 20:45 | GOG Håndbold | 30–31       | Telekom Veszprém KC | Jyske Bank Arena, Odense Nézőszám: 3120 Játékvezetők: Mažeika, Gatelis (LTU) |
| 2022. október 5. 20:45 | Olsen 7      | (14–16)     | Mahé 8              | Jyske Bank Arena, Odense Nézőszám: 3120 Játékvezetők: Mažeika, Gatelis (LTU) |
| 2022. október 5. 20:45 | 2× 2×        | Jegyzőkönyv | 4× 2× 1×            | Jyske Bank Arena, Odense Nézőszám: 3120 Játékvezetők: Mažeika, Gatelis (LTU) |

| 2022. október 6. 18:45 | SC Magdeburg          | 33–27       | Wisła Płock | GETEC Arena, Magdeburg Nézőszám: 3935 Játékvezetők: Nikolov, Nachevski (MKD) |
| 2022. október 6. 18:45 | Kristjánsson, Smits 8 | (17–16)     | Mihić 8     | GETEC Arena, Magdeburg Nézőszám: 3935 Játékvezetők: Nikolov, Nachevski (MKD) |
| 2022. október 6. 18:45 | 2×                    | Jegyzőkönyv | 2× 1×       | GETEC Arena, Magdeburg Nézőszám: 3935 Játékvezetők: Nikolov, Nachevski (MKD) |

| 2022. október 6. 20:45 | Paris Saint-Germain | 40–31       | RK Zagreb       | Halle Georges Carpentier, Párizs Nézőszám: 1998 Játékvezetők: Kurtagic, Wetterwik (SWE) |
| 2022. október 6. 20:45 | Syprzak 9           | (22–14)     | három játékos 4 | Halle Georges Carpentier, Párizs Nézőszám: 1998 Játékvezetők: Kurtagic, Wetterwik (SWE) |
| 2022. október 6. 20:45 | 3×                  | Jegyzőkönyv | 4×              | Halle Georges Carpentier, Párizs Nézőszám: 1998 Játékvezetők: Kurtagic, Wetterwik (SWE) |

| 2022. október 26. 18:45 | RK Zagreb   | 26–26       | Wisła Płock | Arena Zagreb, Zágráb Nézőszám: 2500 Játékvezetők: Mažeika, Gatelis (LTU) |
| 2022. október 26. 18:45 | Gyibirov 10 | (14–15)     | Serdio 6    | Arena Zagreb, Zágráb Nézőszám: 2500 Játékvezetők: Mažeika, Gatelis (LTU) |
| 2022. október 26. 18:45 | 5×          | Jegyzőkönyv | 5× 1×       | Arena Zagreb, Zágráb Nézőszám: 2500 Játékvezetők: Mažeika, Gatelis (LTU) |

| 2022. október 26. 18:45 | Dinamo București | 29–36       | Paris Saint-Germain | Dinamo Polyvalent Hall, Bukarest Nézőszám: 5000 Játékvezetők: Jørum, Kleven (NOR) |
| 2022. október 26. 18:45 | Akimenko 8       | (16–12)     | Prandi 9            | Dinamo Polyvalent Hall, Bukarest Nézőszám: 5000 Játékvezetők: Jørum, Kleven (NOR) |
| 2022. október 26. 18:45 | 1×               | Jegyzőkönyv | 4×                  | Dinamo Polyvalent Hall, Bukarest Nézőszám: 5000 Játékvezetők: Jørum, Kleven (NOR) |

| 2022. október 27. 18:45 | Telekom Veszprém KC | 35–35       | SC Magdeburg | Veszprém Aréna, Veszprém Nézőszám: 5500 Játékvezetők: Pavićević, Ražnatović (MNE) |
| 2022. október 27. 18:45 | Lauge 8             | (16–16)     | Magnússon 8  | Veszprém Aréna, Veszprém Nézőszám: 5500 Játékvezetők: Pavićević, Ražnatović (MNE) |
| 2022. október 27. 18:45 | 8× 1×               | Jegyzőkönyv | 1×           | Veszprém Aréna, Veszprém Nézőszám: 5500 Játékvezetők: Pavićević, Ražnatović (MNE) |

| 2022. október 27. 20:45 | Porto    | 26–33       | GOG Håndbold | Dragão Caixa, Porto Nézőszám: 1218 Játékvezetők: Erdoğan, Özdeniz (TUR) |
| 2022. október 27. 20:45 | Thurin 5 | (10–15)     | Tollbring 9  | Dragão Caixa, Porto Nézőszám: 1218 Játékvezetők: Erdoğan, Özdeniz (TUR) |
| 2022. október 27. 20:45 | 6×       | Jegyzőkönyv | 5× 2×        | Dragão Caixa, Porto Nézőszám: 1218 Játékvezetők: Erdoğan, Özdeniz (TUR) |

| 2022. november 2. 18:45 | RK Zagreb        | 28–29       | Dinamo București | Arena Zagreb, Zágráb Nézőszám: 650 Játékvezetők: Elíasson, Pálsson (ISL) |
| 2022. november 2. 18:45 | Gyibirov, Srna 8 | (16–15)     | Negru 7          | Arena Zagreb, Zágráb Nézőszám: 650 Játékvezetők: Elíasson, Pálsson (ISL) |
| 2022. november 2. 18:45 | 9× 1×            | Jegyzőkönyv | 4× 1×            | Arena Zagreb, Zágráb Nézőszám: 650 Játékvezetők: Elíasson, Pálsson (ISL) |

| 2022. november 3. 18:45 | Wisła Płock | 26–30       | Telekom Veszprém KC | Orlen Arena, Płock Nézőszám: 4000 Játékvezetők: Lah, Sok (SLO) |
| 2022. november 3. 18:45 | Pérez 5     | (14–15)     | Lauge 11            | Orlen Arena, Płock Nézőszám: 4000 Játékvezetők: Lah, Sok (SLO) |
| 2022. november 3. 18:45 | 2× 1×       | Jegyzőkönyv | 6× 1×               | Orlen Arena, Płock Nézőszám: 4000 Játékvezetők: Lah, Sok (SLO) |

| 2022. november 3. 20:45 | Paris Saint-Germain | 32–30       | Porto    | Halle Georges Carpentier, Párizs Nézőszám: 3000 Játékvezetők: Konjičanin, Konjičanin (BIH) |
| 2022. november 3. 20:45 | Prandi 11           | (17–15)     | Thurin 6 | Halle Georges Carpentier, Párizs Nézőszám: 3000 Játékvezetők: Konjičanin, Konjičanin (BIH) |
| 2022. november 3. 20:45 | 2×                  | Jegyzőkönyv | 2×       | Halle Georges Carpentier, Párizs Nézőszám: 3000 Játékvezetők: Konjičanin, Konjičanin (BIH) |

| 2022. november 3. 20:45 | GOG Håndbold | 33–32       | SC Magdeburg | Jyske Bank Arena, Odense Nézőszám: 3378 Játékvezetők: Kurtagic, Wetterwik (SWE) |
| 2022. november 3. 20:45 | Madsen 8     | (13–16)     | Smits 10     | Jyske Bank Arena, Odense Nézőszám: 3378 Játékvezetők: Kurtagic, Wetterwik (SWE) |
| 2022. november 3. 20:45 | 2×           | Jegyzőkönyv | 1× 1×        | Jyske Bank Arena, Odense Nézőszám: 3378 Játékvezetők: Kurtagic, Wetterwik (SWE) |

| 2022. november 23. 20:45 | Paris Saint-Germain | 41–36       | GOG Håndbold | Halle Georges Carpentier, Párizs Nézőszám: 2708 Játékvezetők: Schulze, Tönnies (GER) |
| 2022. november 23. 20:45 | három játékos 7     | (16–16)     | Jørgensen 9  | Halle Georges Carpentier, Párizs Nézőszám: 2708 Játékvezetők: Schulze, Tönnies (GER) |
| 2022. november 23. 20:45 | 2×                  | Jegyzőkönyv | 3× 1×        | Halle Georges Carpentier, Párizs Nézőszám: 2708 Játékvezetők: Schulze, Tönnies (GER) |

| 2022. november 24. 18:45 | Telekom Veszprém KC | 32–28       | RK Zagreb | Veszprém Aréna, Veszprém Nézőszám: 4625 Játékvezetők: Erdoğan, Özdeniz (TUR) |
| 2022. november 24. 18:45 | Nenadić 6           | (16–15)     | Musa 6    | Veszprém Aréna, Veszprém Nézőszám: 4625 Játékvezetők: Erdoğan, Özdeniz (TUR) |
| 2022. november 24. 18:45 | 2× 1×               | Jegyzőkönyv | 5× 3× 1×  | Veszprém Aréna, Veszprém Nézőszám: 4625 Játékvezetők: Erdoğan, Özdeniz (TUR) |

| 2022. november 24. 18:45 | Dinamo București | 32–27       | Wisła Płock | Dinamo Polyvalent Hall, Bukarest Nézőszám: 3500 Játékvezetők: Horváth, Marton (HUN) |
| 2022. november 24. 18:45 | Kukić 7          | (15–14)     | Lučin 8     | Dinamo Polyvalent Hall, Bukarest Nézőszám: 3500 Játékvezetők: Horváth, Marton (HUN) |
| 2022. november 24. 18:45 | 3× 2× 1×         | Jegyzőkönyv | 5× 2×       | Dinamo Polyvalent Hall, Bukarest Nézőszám: 3500 Játékvezetők: Horváth, Marton (HUN) |

| 2022. november 24. 20:45 | SC Magdeburg         | 41–36       | Porto      | GETEC Arena, Magdeburg Nézőszám: 4312 Játékvezetők: Brkic, Jusufhodzic (AUT) |
| 2022. november 24. 20:45 | Magnússon, Musche 10 | (22–17)     | Iturriza 7 | GETEC Arena, Magdeburg Nézőszám: 4312 Játékvezetők: Brkic, Jusufhodzic (AUT) |
| 2022. november 24. 20:45 | 2× 1×                | Jegyzőkönyv | 4×         | GETEC Arena, Magdeburg Nézőszám: 4312 Játékvezetők: Brkic, Jusufhodzic (AUT) |

| 2022. november 30. 20:45 | RK Zagreb | 29–26       | Telekom Veszprém KC | Arena Zagreb, Zágráb Nézőszám: 650 Játékvezetők: Madsen, Mortensen (DEN) |
| 2022. november 30. 20:45 | Sirotić 6 | (12–14)     | Nilsson, Jahja 7    | Arena Zagreb, Zágráb Nézőszám: 650 Játékvezetők: Madsen, Mortensen (DEN) |
| 2022. november 30. 20:45 | 5× 2×     | Jegyzőkönyv | 5× 2× 1×            | Arena Zagreb, Zágráb Nézőszám: 650 Játékvezetők: Madsen, Mortensen (DEN) |

| 2022. november 30. 20:45 | GOG Håndbold | 35–40       | Paris Saint-Germain | Jyske Bank Arena, Odense Nézőszám: 3952 Játékvezetők: Santos, Fonseca (POR) |
| 2022. november 30. 20:45 | Olsen 12     | (19–22)     | Syprzak 10          | Jyske Bank Arena, Odense Nézőszám: 3952 Játékvezetők: Santos, Fonseca (POR) |
| 2022. november 30. 20:45 | 2× 2×        | Jegyzőkönyv | 4× 2×               | Jyske Bank Arena, Odense Nézőszám: 3952 Játékvezetők: Santos, Fonseca (POR) |

| 2022. december 1. 18:45 | Wisła Płock | 26–28       | Dinamo București | Orlen Arena, Płock Nézőszám: 2350 Játékvezetők: Horáček, Novotný (CZE) |
| 2022. december 1. 18:45 | Lučin 10    | (12–12)     | Shebib, Zein 5   | Orlen Arena, Płock Nézőszám: 2350 Játékvezetők: Horáček, Novotný (CZE) |
| 2022. december 1. 18:45 | 4×          | Jegyzőkönyv | 5×               | Orlen Arena, Płock Nézőszám: 2350 Játékvezetők: Horáček, Novotný (CZE) |

| 2022. december 1. 20:45 | Porto      | 31–31       | SC Magdeburg | Dragão Caixa, Porto Nézőszám: 1011 Játékvezetők: Marín, García (ESP) |
| 2022. december 1. 20:45 | Iturriza 7 | (12–16)     | Magnússon 7  | Dragão Caixa, Porto Nézőszám: 1011 Játékvezetők: Marín, García (ESP) |
| 2022. december 1. 20:45 | 2× 2×      | Jegyzőkönyv | 2×           | Dragão Caixa, Porto Nézőszám: 1011 Játékvezetők: Marín, García (ESP) |

| 2022. december 7. 20:45 | SC Magdeburg | 36–34       | GOG Håndbold | GETEC Arena, Magdeburg Nézőszám: 3984 Játékvezetők: Bíró, Kiss (HUN) |
| 2022. december 7. 20:45 | Magnússon 11 | (21–18)     | Madsen 10    | GETEC Arena, Magdeburg Nézőszám: 3984 Játékvezetők: Bíró, Kiss (HUN) |
| 2022. december 7. 20:45 | 3×           | Jegyzőkönyv | 1×           | GETEC Arena, Magdeburg Nézőszám: 3984 Játékvezetők: Bíró, Kiss (HUN) |

| 2022. december 7. 20:45 | Porto      | 33–35       | Paris Saint-Germain | Dragão Caixa, Porto Nézőszám: 1407 Játékvezetők: Merz, Kuttler (GER) |
| 2022. december 7. 20:45 | Iturriza 8 | (17–16)     | Syprzak 9           | Dragão Caixa, Porto Nézőszám: 1407 Játékvezetők: Merz, Kuttler (GER) |
| 2022. december 7. 20:45 | 3×         | Jegyzőkönyv | 2×                  | Dragão Caixa, Porto Nézőszám: 1407 Játékvezetők: Merz, Kuttler (GER) |

| 2022. december 8. 18:45 | Telekom Veszprém KC | 32–22       | Wisła Płock  | Veszprém Aréna, Veszprém Nézőszám: 5019 Játékvezetők: Jørum, Kleven (NOR) |
| 2022. december 8. 18:45 | Nenadić 9           | (17–9)      | Koszorotov 7 | Veszprém Aréna, Veszprém Nézőszám: 5019 Játékvezetők: Jørum, Kleven (NOR) |
| 2022. december 8. 18:45 | 4×                  | Jegyzőkönyv | 9× 1×        | Veszprém Aréna, Veszprém Nézőszám: 5019 Játékvezetők: Jørum, Kleven (NOR) |

| 2022. december 8. 18:45 | Dinamo București | 27–27       | RK Zagreb  | Dinamo Polyvalent Hall, Bukarest Nézőszám: 3229 Játékvezetők: Nikolov, Nachevski (MKD) |
| 2022. december 8. 18:45 | Akimenko 6       | (14–13)     | Gyibirov 7 | Dinamo Polyvalent Hall, Bukarest Nézőszám: 3229 Játékvezetők: Nikolov, Nachevski (MKD) |
| 2022. december 8. 18:45 | 3×               | Jegyzőkönyv | 5× 2×      | Dinamo Polyvalent Hall, Bukarest Nézőszám: 3229 Játékvezetők: Nikolov, Nachevski (MKD) |

| 2022. december 14. 18:45 | Paris Saint-Germain | 33–37       | SC Magdeburg | Halle Georges Carpentier, Párizs Nézőszám: 1327 Játékvezetők: Horáček, Novotný (CZE) |
| 2022. december 14. 18:45 | Krištopāns 7        | (19–15)     | Magnússon 12 | Halle Georges Carpentier, Párizs Nézőszám: 1327 Játékvezetők: Horáček, Novotný (CZE) |
| 2022. december 14. 18:45 | 3×                  | Jegyzőkönyv | 4× 1×        | Halle Georges Carpentier, Párizs Nézőszám: 1327 Játékvezetők: Horáček, Novotný (CZE) |

| 2022. december 14. 20:45 | GOG Håndbold | 34–33       | Porto       | Jyske Bank Arena, Odense Nézőszám: 3037 Játékvezetők: Lah, Sok (SLO) |
| 2022. december 14. 20:45 | Olsen 10     | (15–13)     | Fernandes 6 | Jyske Bank Arena, Odense Nézőszám: 3037 Játékvezetők: Lah, Sok (SLO) |
| 2022. december 14. 20:45 | 3× 1×        | Jegyzőkönyv | 2× 1×       | Jyske Bank Arena, Odense Nézőszám: 3037 Játékvezetők: Lah, Sok (SLO) |

| 2022. december 15. 18:45 | Dinamo București | 31–31       | Telekom Veszprém KC | Dinamo Polyvalent Hall, Bukarest Nézőszám: 3700 Játékvezetők: Marín, García (ESP) |
| 2022. december 15. 18:45 | Akimenko 7       | (13–16)     | Nenadić, Vajlupav 7 | Dinamo Polyvalent Hall, Bukarest Nézőszám: 3700 Játékvezetők: Marín, García (ESP) |
| 2022. december 15. 18:45 | 1× 1×            | Jegyzőkönyv | 3× 2×               | Dinamo Polyvalent Hall, Bukarest Nézőszám: 3700 Játékvezetők: Marín, García (ESP) |

| 2022. december 15. 20:45 | Wisła Płock | 26–30       | RK Zagreb      | Orlen Arena, Płock Nézőszám: 2100 Játékvezetők: Hansen, Madsen (DEN) |
| 2022. december 15. 20:45 | Daszek 8    | (13–14)     | négy játékos 4 | Orlen Arena, Płock Nézőszám: 2100 Játékvezetők: Hansen, Madsen (DEN) |
| 2022. december 15. 20:45 | 2× 1×       | Jegyzőkönyv | 7× 1×          | Orlen Arena, Płock Nézőszám: 2100 Játékvezetők: Hansen, Madsen (DEN) |

| 2023. február 8. 18:45 | Telekom Veszprém KC | 36–37       | GOG Håndbold        | Veszprém Aréna, Veszprém Nézőszám: 5000 Játékvezetők: Martins, Martins (POR) |
| 2023. február 8. 18:45 | Nenadić 8           | (21–19)     | Madsen, Tollbring 8 | Veszprém Aréna, Veszprém Nézőszám: 5000 Játékvezetők: Martins, Martins (POR) |
| 2023. február 8. 18:45 | 2×                  | Jegyzőkönyv | 4× 1×               | Veszprém Aréna, Veszprém Nézőszám: 5000 Játékvezetők: Martins, Martins (POR) |

| 2023. február 8. 18:45 | RK Zagreb   | 30–33       | Paris Saint-Germain | Arena Zagreb, Zágráb Nézőszám: 5300 Játékvezetők: Jørum, Kleven (NOR) |
| 2023. február 8. 18:45 | Gyibirov 10 | (14–17)     | Solé 12             | Arena Zagreb, Zágráb Nézőszám: 5300 Játékvezetők: Jørum, Kleven (NOR) |
| 2023. február 8. 18:45 | 4× 1×       | Jegyzőkönyv | 3×                  | Arena Zagreb, Zágráb Nézőszám: 5300 Játékvezetők: Jørum, Kleven (NOR) |

| 2023. február 8. 20:45 | Porto          | 32–23       | Dinamo București  | Dragão Caixa, Porto Nézőszám: 1124 Játékvezetők: Pavićević, Ražnatović (MNE) |
| 2023. február 8. 20:45 | Læsø, Thurin 7 | (14–13)     | Akimenko, Kuduz 6 | Dragão Caixa, Porto Nézőszám: 1124 Játékvezetők: Pavićević, Ražnatović (MNE) |
| 2023. február 8. 20:45 | 3×             | Jegyzőkönyv | 4×                | Dragão Caixa, Porto Nézőszám: 1124 Játékvezetők: Pavićević, Ražnatović (MNE) |

| 2023. február 9. 20:45 | Wisła Płock | 25–24       | SC Magdeburg   | Orlen Arena, Płock Nézőszám: 2300 Játékvezetők: Álvarez, Bustamante (ESP) |
| 2023. február 9. 20:45 | Lučin 6     | (14–10)     | Kristjánsson 7 | Orlen Arena, Płock Nézőszám: 2300 Játékvezetők: Álvarez, Bustamante (ESP) |
| 2023. február 9. 20:45 | 4× 1×       | Jegyzőkönyv | 1× 2×          | Orlen Arena, Płock Nézőszám: 2300 Játékvezetők: Álvarez, Bustamante (ESP) |

| 2023. február 15. 20:45 | GOG Håndbold | 31–24       | Wisła Płock | Jyske Bank Arena, Odense Nézőszám: 1742 Játékvezetők: Bonaventura, Bonaventura (FRA) |
| 2023. február 15. 20:45 | Madsen 7     | (18–11)     | Lučin 7     | Jyske Bank Arena, Odense Nézőszám: 1742 Játékvezetők: Bonaventura, Bonaventura (FRA) |
| 2023. február 15. 20:45 |              | Jegyzőkönyv | 7× 1×       | Jyske Bank Arena, Odense Nézőszám: 1742 Játékvezetők: Bonaventura, Bonaventura (FRA) |

| 2023. február 16. 20:45 | SC Magdeburg   | 32–25       | Telekom Veszprém KC | GETEC Arena, Magdeburg Nézőszám: 5500 Játékvezetők: Brunner, Salah (SUI) |
| 2023. február 16. 20:45 | Smits, Weber 9 | (16–15)     | három játékos 5     | GETEC Arena, Magdeburg Nézőszám: 5500 Játékvezetők: Brunner, Salah (SUI) |
| 2023. február 16. 20:45 | 3×             | Jegyzőkönyv | 6× 1×               | GETEC Arena, Magdeburg Nézőszám: 5500 Játékvezetők: Brunner, Salah (SUI) |

| 2023. február 16. 20:45 | Paris Saint-Germain | 33–26       | Dinamo București | Halle Georges Carpentier, Párizs Nézőszám: 2740 Játékvezetők: Lah, Sok (SLO) |
| 2023. február 16. 20:45 | Prandi 6            | (17–14)     | Humet 7          | Halle Georges Carpentier, Párizs Nézőszám: 2740 Játékvezetők: Lah, Sok (SLO) |
| 2023. február 16. 20:45 | 2×                  | Jegyzőkönyv | 3×               | Halle Georges Carpentier, Párizs Nézőszám: 2740 Játékvezetők: Lah, Sok (SLO) |

| 2023. február 26. 20:45 | Porto    | 28–26       | RK Zagreb   | Dragão Caixa, Porto Nézőszám: 1174 Játékvezetők: Schulze, Tönnies (GER) |
| 2023. február 26. 20:45 | Valdés 6 | (12–11)     | Gyibirov 10 | Dragão Caixa, Porto Nézőszám: 1174 Játékvezetők: Schulze, Tönnies (GER) |
| 2023. február 26. 20:45 | 2×       | Jegyzőkönyv | 1×          | Dragão Caixa, Porto Nézőszám: 1174 Játékvezetők: Schulze, Tönnies (GER) |

| 2023. február 22. 20:45 | RK Zagreb | 25–31       | SC Magdeburg | Arena Zagreb, Zágráb Nézőszám: 2700 Játékvezetők: Lah, Sok (SLO) |
| 2023. február 22. 20:45 | Čupić 6   | (14–16)     | Smits 9      | Arena Zagreb, Zágráb Nézőszám: 2700 Játékvezetők: Lah, Sok (SLO) |
| 2023. február 22. 20:45 | 3× 1×     | Jegyzőkönyv | 5×           | Arena Zagreb, Zágráb Nézőszám: 2700 Játékvezetők: Lah, Sok (SLO) |

| 2023. február 23. 18:45 | Telekom Veszprém KC | 32–30       | Porto   | Veszprém Aréna, Veszprém Nézőszám: 5000 Játékvezetők: Konjičanin, Konjičanin (BIH) |
| 2023. február 23. 18:45 | el-Dera 12          | (15–14)     | Areia 6 | Veszprém Aréna, Veszprém Nézőszám: 5000 Játékvezetők: Konjičanin, Konjičanin (BIH) |
| 2023. február 23. 18:45 | 2×                  | Jegyzőkönyv | 4×      | Veszprém Aréna, Veszprém Nézőszám: 5000 Játékvezetők: Konjičanin, Konjičanin (BIH) |

| 2023. február 23. 18:45 | Wisła Płock  | 26–32       | Paris Saint-Germain | Orlen Arena, Płock Nézőszám: 4500 Játékvezetők: Pavićević, Ražnatović (MNE) |
| 2023. február 23. 18:45 | Zsitnyikov 8 | (14–15)     | Syprzak 6           | Orlen Arena, Płock Nézőszám: 4500 Játékvezetők: Pavićević, Ražnatović (MNE) |
| 2023. február 23. 18:45 | 3×           | Jegyzőkönyv | 1×                  | Orlen Arena, Płock Nézőszám: 4500 Játékvezetők: Pavićević, Ražnatović (MNE) |

| 2023. február 23. 18:45 | Dinamo București | 30–27       | GOG Håndbold | Dinamo Polyvalent Hall, Bukarest Nézőszám: 4250 Játékvezetők: Mažeika, Gatelis (LTU) |
| 2023. február 23. 18:45 | Kuduz 9          | (14–13)     | Nygaard 6    | Dinamo Polyvalent Hall, Bukarest Nézőszám: 4250 Játékvezetők: Mažeika, Gatelis (LTU) |
| 2023. február 23. 18:45 | 4×               | Jegyzőkönyv | 5× 1×        | Dinamo Polyvalent Hall, Bukarest Nézőszám: 4250 Játékvezetők: Mažeika, Gatelis (LTU) |

| 2023. március 1. 18:45 | GOG Håndbold         | 33–29       | RK Zagreb  | Jyske Bank Arena, Odense Nézőszám: 3862 Játékvezetők: Horáček, Novotný (CZE) |
| 2023. március 1. 18:45 | Pytlick, Tollbring 5 | (20–12)     | Gyibirov 8 | Jyske Bank Arena, Odense Nézőszám: 3862 Játékvezetők: Horáček, Novotný (CZE) |
| 2023. március 1. 18:45 | 4× 2×                | Jegyzőkönyv | 6×         | Jyske Bank Arena, Odense Nézőszám: 3862 Játékvezetők: Horáček, Novotný (CZE) |

| 2023. március 1. 20:45 | Paris Saint-Germain | 37–35       | Telekom Veszprém KC | Halle Georges Carpentier, Párizs Nézőszám: 3116 Játékvezetők: Gubica, Milošević (CRO) |
| 2023. március 1. 20:45 | Máthé, Prandi 7     | (19–24)     | Pechmalbec 8        | Halle Georges Carpentier, Párizs Nézőszám: 3116 Játékvezetők: Gubica, Milošević (CRO) |
| 2023. március 1. 20:45 | 1×                  | Jegyzőkönyv | 1×                  | Halle Georges Carpentier, Párizs Nézőszám: 3116 Játékvezetők: Gubica, Milošević (CRO) |

| 2023. március 2. 18:45 | SC Magdeburg | 34–33       | Dinamo București | GETEC Arena, Magdeburg Nézőszám: 5195 Játékvezetők: Elíasson, Pálsson (ISL) |
| 2023. március 2. 18:45 | Hornke 10    | (19–17)     | Silva, Pascual 5 | GETEC Arena, Magdeburg Nézőszám: 5195 Játékvezetők: Elíasson, Pálsson (ISL) |
| 2023. március 2. 18:45 | 2× 2×        | Jegyzőkönyv | 3× 1×            | GETEC Arena, Magdeburg Nézőszám: 5195 Játékvezetők: Elíasson, Pálsson (ISL) |

| 2023. március 2. 20:45 | Porto           | 27–28       | Wisła Płock | Dragão Caixa, Porto Nézőszám: 715 Játékvezetők: Brunner, Salah (SUI) |
| 2023. március 2. 20:45 | Thurin, Areia 6 | (13–15)     | Lučin 9     | Dragão Caixa, Porto Nézőszám: 715 Játékvezetők: Brunner, Salah (SUI) |
| 2023. március 2. 20:45 | 6×              | Jegyzőkönyv | 3×          | Dragão Caixa, Porto Nézőszám: 715 Játékvezetők: Brunner, Salah (SUI) |

### B csoport
| #  | Csapat                 | M  | Gy | D | V  | G+  | G–  | Gk  | P  |
| -- | ---------------------- | -- | -- | - | -- | --- | --- | --- | -- |
| 1. | FC Barcelona           | 14 | 13 | 1 | 0  | 484 | 404 | +80 | 27 |
| 2. | Łomża Industria Kielce | 14 | 11 | 0 | 3  | 465 | 427 | +38 | 22 |
| 3. | HBC Nantes             | 14 | 7  | 1 | 6  | 477 | 452 | +25 | 15 |
| 4. | THW Kiel               | 14 | 6  | 3 | 5  | 460 | 440 | +20 | 15 |
| 5. | Aalborg                | 14 | 6  | 1 | 7  | 446 | 437 | +9  | 13 |
| 6. | Pick Szeged            | 14 | 5  | 1 | 8  | 426 | 452 | –26 | 11 |
| 7. | RK Celje               | 14 | 3  | 0 | 11 | 412 | 475 | –63 | 6  |
| 8. | Elverum Håndball       | 14 | 1  | 1 | 12 | 398 | 481 | –83 | 3  |

| 2022. szeptember 14. 18:45 | Pick Szeged | 28–35       | FC Barcelona    | Pick Aréna, Szeged Nézőszám: 8000 Játékvezetők: Lah, Sok (SLO) |
| 2022. szeptember 14. 18:45 | Bodó 5      | (15–14)     | Fabregas, Mem 7 | Pick Aréna, Szeged Nézőszám: 8000 Játékvezetők: Lah, Sok (SLO) |
| 2022. szeptember 14. 18:45 | 1× 1×       | Jegyzőkönyv | 5×              | Pick Aréna, Szeged Nézőszám: 8000 Játékvezetők: Lah, Sok (SLO) |

| 2022. szeptember 14. 18:45 | THW Kiel   | 36–26       | Elverum Håndball | Wunderino Arena, Kiel Nézőszám: 5021 Játékvezetők: Konjičanin, Konjičanin (BIH) |
| 2022. szeptember 14. 18:45 | Reinkind 6 | (17–13)     | Borzaš 6         | Wunderino Arena, Kiel Nézőszám: 5021 Játékvezetők: Konjičanin, Konjičanin (BIH) |
| 2022. szeptember 14. 18:45 | 5× 1×      | Jegyzőkönyv | 4× 1×            | Wunderino Arena, Kiel Nézőszám: 5021 Játékvezetők: Konjičanin, Konjičanin (BIH) |

| 2022. szeptember 14. 20:45 | Łomża Industria Kielce | 40–33       | HBC Nantes | Hala Legionów, Kielce Nézőszám: 4100 Játékvezetők: Horáček, Novotný (CZE) |
| 2022. szeptember 14. 20:45 | öt játékos 5           | (23–18)     | Minne 9    | Hala Legionów, Kielce Nézőszám: 4100 Játékvezetők: Horáček, Novotný (CZE) |
| 2022. szeptember 14. 20:45 | 2×                     | Jegyzőkönyv | 5×         | Hala Legionów, Kielce Nézőszám: 4100 Játékvezetők: Horáček, Novotný (CZE) |

| 2022. szeptember 15. 18:45 | Aalborg   | 36–32       | RK Celje | Gigantium, Aalborg Nézőszám: 4717 Játékvezetők: Bíró, Kiss (HUN) |
| 2022. szeptember 15. 18:45 | Hansen 10 | (20–17)     | Marguč 8 | Gigantium, Aalborg Nézőszám: 4717 Játékvezetők: Bíró, Kiss (HUN) |
| 2022. szeptember 15. 18:45 | 2×        | Jegyzőkönyv | 5× 1×    | Gigantium, Aalborg Nézőszám: 4717 Játékvezetők: Bíró, Kiss (HUN) |

| 2022. szeptember 21. 18:45 | RK Celje | 38–36       | THW Kiel   | Zlatorog Arena, Celje Nézőszám: 2100 Játékvezetők: Madsen, Mortensen (DEN) |
| 2022. szeptember 21. 18:45 | Vlah 10  | (17–14)     | Wiencek 10 | Zlatorog Arena, Celje Nézőszám: 2100 Játékvezetők: Madsen, Mortensen (DEN) |
| 2022. szeptember 21. 18:45 | 5× 1×    | Jegyzőkönyv | 2× 1×      | Zlatorog Arena, Celje Nézőszám: 2100 Játékvezetők: Madsen, Mortensen (DEN) |

| 2022. szeptember 21. 18:45 | Elverum Håndball | 25–33       | Aalborg    | Terningen Arena, Elverum Nézőszám: 1920 Játékvezetők: Nikolov, Nachevski (MKD) |
| 2022. szeptember 21. 18:45 | Nilsen 5         | (14–17)     | Hangaard 7 | Terningen Arena, Elverum Nézőszám: 1920 Játékvezetők: Nikolov, Nachevski (MKD) |
| 2022. szeptember 21. 18:45 | 1× 1×            | Jegyzőkönyv | 5×         | Terningen Arena, Elverum Nézőszám: 1920 Játékvezetők: Nikolov, Nachevski (MKD) |

| 2022. szeptember 22. 18:45 | HBC Nantes | 35–30       | Pick Szeged   | Parc des expositions de la Beaujoire, Nantes Nézőszám: 5629 Játékvezetők: Gubica, Milošević (CRO) |
| 2022. szeptember 22. 18:45 | Rivera 10  | (17–15)     | Radivojević 9 | Parc des expositions de la Beaujoire, Nantes Nézőszám: 5629 Játékvezetők: Gubica, Milošević (CRO) |
| 2022. szeptember 22. 18:45 | 5× 1×      | Jegyzőkönyv | 2×            | Parc des expositions de la Beaujoire, Nantes Nézőszám: 5629 Játékvezetők: Gubica, Milošević (CRO) |

| 2022. szeptember 22. 20:45 | FC Barcelona | 32–28       | Łomża Industria Kielce | Palau Blaugrana, Barcelona Nézőszám: 3504 Játékvezetők: Kurtagic, Wetterwik (SWE) |
| 2022. szeptember 22. 20:45 | Fabregas 6   | (18–13)     | Moryto 6               | Palau Blaugrana, Barcelona Nézőszám: 3504 Játékvezetők: Kurtagic, Wetterwik (SWE) |
| 2022. szeptember 22. 20:45 | 4×           | Jegyzőkönyv | 5×                     | Palau Blaugrana, Barcelona Nézőszám: 3504 Játékvezetők: Kurtagic, Wetterwik (SWE) |

| 2022. szeptember 28. 20:45 | Aalborg             | 28–30       | Łomża Industria Kielce | Gigantium, Aalborg Nézőszám: 4752 Játékvezetők: Schulze, Tönnies (GER) |
| 2022. szeptember 28. 20:45 | Barthold, Sandell 5 | (15–17)     | Moryto 6               | Gigantium, Aalborg Nézőszám: 4752 Játékvezetők: Schulze, Tönnies (GER) |
| 2022. szeptember 28. 20:45 | 3× 1×               | Jegyzőkönyv | 3×                     | Gigantium, Aalborg Nézőszám: 4752 Játékvezetők: Schulze, Tönnies (GER) |

| 2022. szeptember 29. 18:45 | THW Kiel | 34–29       | Pick Szeged | Wunderino Arena, Kiel Nézőszám: 5316 Játékvezetők: Santos, Fonseca (POR) |
| 2022. szeptember 29. 18:45 | Ekberg 6 | (15–14)     | Rosta 5     | Wunderino Arena, Kiel Nézőszám: 5316 Játékvezetők: Santos, Fonseca (POR) |
| 2022. szeptember 29. 18:45 | 4×       | Jegyzőkönyv | 3× 1×       | Wunderino Arena, Kiel Nézőszám: 5316 Játékvezetők: Santos, Fonseca (POR) |

| 2022. szeptember 29. 20:45 | HBC Nantes | 41–30       | Elverum Håndball | Parc des expositions de la Beaujoire, Nantes Nézőszám: 5632 Játékvezetők: Baumgart, Wild (GER) |
| 2022. szeptember 29. 20:45 | Minne 7    | (20–14)     | Awad 8           | Parc des expositions de la Beaujoire, Nantes Nézőszám: 5632 Játékvezetők: Baumgart, Wild (GER) |
| 2022. szeptember 29. 20:45 | 4× 1×      | Jegyzőkönyv | 5× 1×            | Parc des expositions de la Beaujoire, Nantes Nézőszám: 5632 Játékvezetők: Baumgart, Wild (GER) |

| 2022. szeptember 29. 20:45 | FC Barcelona | 38–30       | RK Celje | Palau Blaugrana, Barcelona Nézőszám: 1508 Játékvezetők: Erdoğan, Özdeniz (TUR) |
| 2022. szeptember 29. 20:45 | Mem 10       | (19–15)     | Vlah 7   | Palau Blaugrana, Barcelona Nézőszám: 1508 Játékvezetők: Erdoğan, Özdeniz (TUR) |
| 2022. szeptember 29. 20:45 | 3×           | Jegyzőkönyv | 4× 2× 1× | Palau Blaugrana, Barcelona Nézőszám: 1508 Játékvezetők: Erdoğan, Özdeniz (TUR) |

| 2022. október 5. 18:45 | RK Celje | 24–35       | HBC Nantes | Zlatorog Arena, Celje Nézőszám: 2200 Játékvezetők: Pavićević, Ražnatović (MNE) |
| 2022. október 5. 18:45 | Vlah 9   | (14–20)     | Minne 8    | Zlatorog Arena, Celje Nézőszám: 2200 Játékvezetők: Pavićević, Ražnatović (MNE) |
| 2022. október 5. 18:45 | 4× 1×    | Jegyzőkönyv | 3×         | Zlatorog Arena, Celje Nézőszám: 2200 Játékvezetők: Pavićević, Ražnatović (MNE) |

| 2022. október 6. 18:45 | Pick Szeged | 29–41       | Aalborg   | Pick Aréna, Szeged Nézőszám: 3000 Játékvezetők: Bonaventura, Bonaventura (FRA) |
| 2022. október 6. 18:45 | Šoštarič 6  | (15–17)     | Hansen 11 | Pick Aréna, Szeged Nézőszám: 3000 Játékvezetők: Bonaventura, Bonaventura (FRA) |
| 2022. október 6. 18:45 | 5× 1×       | Jegyzőkönyv | 2×        | Pick Aréna, Szeged Nézőszám: 3000 Játékvezetők: Bonaventura, Bonaventura (FRA) |

| 2022. október 6. 18:45 | Elverum Håndball | 30–46       | FC Barcelona | Terningen Arena, Elverum Nézőszám: 6742 Játékvezetők: Elíasson, Pálsson (ISL) |
| 2022. október 6. 18:45 | Nilsen 7         | (15–23)     | N’Guessan 8  | Terningen Arena, Elverum Nézőszám: 6742 Játékvezetők: Elíasson, Pálsson (ISL) |
| 2022. október 6. 18:45 | 5× 2×            | Jegyzőkönyv | 1×           | Terningen Arena, Elverum Nézőszám: 6742 Játékvezetők: Elíasson, Pálsson (ISL) |

| 2022. október 6. 20:45 | Łomża Industria Kielce | 40–37       | THW Kiel    | Hala Legionów, Kielce Nézőszám: 4200 Játékvezetők: Gubica, Milošević (CRO) |
| 2022. október 6. 20:45 | Dujsebajev, Sićko 7    | (19–19)     | Johansson 9 | Hala Legionów, Kielce Nézőszám: 4200 Játékvezetők: Gubica, Milošević (CRO) |
| 2022. október 6. 20:45 | 2× 1×                  | Jegyzőkönyv | 4×          | Hala Legionów, Kielce Nézőszám: 4200 Játékvezetők: Gubica, Milošević (CRO) |

| 2022. október 26. 18:45 | Pick Szeged       | 30–23       | Elverum Håndball | Pick Aréna, Szeged Nézőszám: 4000 Játékvezetők: Martins, Martins (POR) |
| 2022. október 26. 18:45 | Rosta, Tønnesen 6 | (16–10)     | Blomgren 4       | Pick Aréna, Szeged Nézőszám: 4000 Játékvezetők: Martins, Martins (POR) |
| 2022. október 26. 18:45 | 4× 1×             | Jegyzőkönyv | 3×               | Pick Aréna, Szeged Nézőszám: 4000 Játékvezetők: Martins, Martins (POR) |

| 2022. október 26. 20:45 | Aalborg   | 33–39       | FC Barcelona | Gigantium, Aalborg Nézőszám: 5020 Játékvezetők: Jurinović, Mrvica (CRO) |
| 2022. október 26. 20:45 | Sandell 8 | (19–19)     | Gómez 11     | Gigantium, Aalborg Nézőszám: 5020 Játékvezetők: Jurinović, Mrvica (CRO) |
| 2022. október 26. 20:45 | 1× 1×     | Jegyzőkönyv | 2×           | Gigantium, Aalborg Nézőszám: 5020 Játékvezetők: Jurinović, Mrvica (CRO) |

| 2022. október 27. 18:45 | RK Celje | 30–33       | Łomża Industria Kielce | Zlatorog Arena, Celje Nézőszám: 2750 Játékvezetők: Bonaventura, Bonaventura (FRA) |
| 2022. október 27. 18:45 | Vlah 8   | (16–17)     | Sićko 8                | Zlatorog Arena, Celje Nézőszám: 2750 Játékvezetők: Bonaventura, Bonaventura (FRA) |
| 2022. október 27. 18:45 | 5× 2×    | Jegyzőkönyv | 2×                     | Zlatorog Arena, Celje Nézőszám: 2750 Játékvezetők: Bonaventura, Bonaventura (FRA) |

| 2022. október 27. 20:45 | HBC Nantes  | 38–30       | THW Kiel    | Parc des expositions de la Beaujoire, Nantes Nézőszám: 5902 Játékvezetők: Nikolov, Nachevski (MKD) |
| 2022. október 27. 20:45 | Odriozola 7 | (20–15)     | Wallinius 6 | Parc des expositions de la Beaujoire, Nantes Nézőszám: 5902 Játékvezetők: Nikolov, Nachevski (MKD) |
| 2022. október 27. 20:45 | 3× 1×       | Jegyzőkönyv | 4× 1×       | Parc des expositions de la Beaujoire, Nantes Nézőszám: 5902 Játékvezetők: Nikolov, Nachevski (MKD) |

| 2022. november 2. 18:45 | Elverum Håndball | 31–29       | RK Celje | Terningen Arena, Elverum Nézőszám: 1432 Játékvezetők: Marín, García (ESP) |
| 2022. november 2. 18:45 | Grøndahl 8       | (17–14)     | Žabić 8  | Terningen Arena, Elverum Nézőszám: 1432 Játékvezetők: Marín, García (ESP) |
| 2022. november 2. 18:45 | 4× 1×            | Jegyzőkönyv | 4× 2× 1× | Terningen Arena, Elverum Nézőszám: 1432 Játékvezetők: Marín, García (ESP) |

| 2022. november 2. 20:45 | THW Kiel    | 36–36       | Aalborg  | Wunderino Arena, Kiel Nézőszám: 6727 Játékvezetők: Horáček, Novotný (CZE) |
| 2022. november 2. 20:45 | Johansson 9 | (17–16)     | Hansen 7 | Wunderino Arena, Kiel Nézőszám: 6727 Játékvezetők: Horáček, Novotný (CZE) |
| 2022. november 2. 20:45 | 1×          | Jegyzőkönyv | 3× 1×    | Wunderino Arena, Kiel Nézőszám: 6727 Játékvezetők: Horáček, Novotný (CZE) |

| 2022. november 3. 20:45 | Łomża Industria Kielce | 37–30       | Pick Szeged     | Hala Legionów, Kielce Nézőszám: 4200 Játékvezetők: Hansen, Madsen (DEN) |
| 2022. november 3. 20:45 | Moryto, Sićko 7        | (22–14)     | három játékos 5 | Hala Legionów, Kielce Nézőszám: 4200 Játékvezetők: Hansen, Madsen (DEN) |
| 2022. november 3. 20:45 | 4×                     | Jegyzőkönyv | 4×              | Hala Legionów, Kielce Nézőszám: 4200 Játékvezetők: Hansen, Madsen (DEN) |

| 2022. november 3. 20:45 | FC Barcelona | 34–29       | HBC Nantes | Palau Blaugrana, Barcelona Nézőszám: 3119 Játékvezetők: Santos, Fonseca (POR) |
| 2022. november 3. 20:45 | Fabregas 6   | (16–17)     | Briet 8    | Palau Blaugrana, Barcelona Nézőszám: 3119 Játékvezetők: Santos, Fonseca (POR) |
| 2022. november 3. 20:45 | 1×           | Jegyzőkönyv | 2×         | Palau Blaugrana, Barcelona Nézőszám: 3119 Játékvezetők: Santos, Fonseca (POR) |

| 2022. november 23. 18:45 | Pick Szeged     | 36–27       | RK Celje     | Pick Aréna, Szeged Nézőszám: 4000 Játékvezetők: Nikolov, Nachevski (MKD) |
| 2022. november 23. 18:45 | három játékos 6 | (18–12)     | Martinović 5 | Pick Aréna, Szeged Nézőszám: 4000 Játékvezetők: Nikolov, Nachevski (MKD) |
| 2022. november 23. 18:45 | 5× 1×           | Jegyzőkönyv | 8× 1×        | Pick Aréna, Szeged Nézőszám: 4000 Játékvezetők: Nikolov, Nachevski (MKD) |

| 2022. november 23. 18:45 | Aalborg    | 33–34       | HBC Nantes | Gigantium, Aalborg Nézőszám: 5020 Játékvezetők: Gubica, Milošević (CRO) |
| 2022. november 23. 18:45 | Barthold 7 | (17–20)     | Rivera 8   | Gigantium, Aalborg Nézőszám: 5020 Játékvezetők: Gubica, Milošević (CRO) |
| 2022. november 23. 18:45 | 2×         | Jegyzőkönyv | 4× 1×      | Gigantium, Aalborg Nézőszám: 5020 Játékvezetők: Gubica, Milošević (CRO) |

| 2022. november 24. 18:45 | THW Kiel | 30–30       | FC Barcelona      | Wunderino Arena, Kiel Nézőszám: 9421 Játékvezetők: Mažeika, Gatelis (LTU) |
| 2022. november 24. 18:45 | Ekberg 9 | (14–18)     | Janc, N'Guessan 5 | Wunderino Arena, Kiel Nézőszám: 9421 Játékvezetők: Mažeika, Gatelis (LTU) |
| 2022. november 24. 18:45 | 3× 2×    | Jegyzőkönyv | 2× 1×             | Wunderino Arena, Kiel Nézőszám: 9421 Játékvezetők: Mažeika, Gatelis (LTU) |

| 2022. november 24. 20:45 | Łomża Industria Kielce | 37–33       | Elverum Håndball | Hala Legionów, Kielce Nézőszám: 4000 Játékvezetők: Sekulić, Jovandić (SRB) |
| 2022. november 24. 20:45 | Karaljok 10            | (21–17)     | Borzaš 6         | Hala Legionów, Kielce Nézőszám: 4000 Játékvezetők: Sekulić, Jovandić (SRB) |
| 2022. november 24. 20:45 | 3× 1×                  | Jegyzőkönyv | 2× 1×            | Hala Legionów, Kielce Nézőszám: 4000 Játékvezetők: Sekulić, Jovandić (SRB) |

| 2022. november 30. 18:45 | RK Celje          | 28–36       | Pick Szeged     | Zlatorog Arena, Celje Nézőszám: 2000 Játékvezetők: Elíasson, Pálsson (ISL) |
| 2022. november 30. 18:45 | Cokan, Strmljan 5 | (13–20)     | Bodó, Frimmel 6 | Zlatorog Arena, Celje Nézőszám: 2000 Játékvezetők: Elíasson, Pálsson (ISL) |
| 2022. november 30. 18:45 | 7× 2×             | Jegyzőkönyv | 5× 1×           | Zlatorog Arena, Celje Nézőszám: 2000 Játékvezetők: Elíasson, Pálsson (ISL) |

| 2022. november 30. 18:45 | Elverum Håndball | 26–27       | Łomża Industria Kielce | Terningen Arena, Elverum Nézőszám: 1610 Játékvezetők: Pavićević, Ražnatović (MNE) |
| 2022. november 30. 18:45 | Borzaš 6         | (13–14)     | Dujsebajev 6           | Terningen Arena, Elverum Nézőszám: 1610 Játékvezetők: Pavićević, Ražnatović (MNE) |
| 2022. november 30. 18:45 | 4×               | Jegyzőkönyv | 1×                     | Terningen Arena, Elverum Nézőszám: 1610 Játékvezetők: Pavićević, Ražnatović (MNE) |

| 2022. november 30. 20:45 | FC Barcelona | 26–24       | THW Kiel | Palau Blaugrana, Barcelona Nézőszám: 4636 Játékvezetők: Bonaventura, Bonaventura (FRA) |
| 2022. november 30. 20:45 | Makuc 6      | (13–13)     | Ekberg 5 | Palau Blaugrana, Barcelona Nézőszám: 4636 Játékvezetők: Bonaventura, Bonaventura (FRA) |
| 2022. november 30. 20:45 | 2×           | Jegyzőkönyv | 7× 1×    | Palau Blaugrana, Barcelona Nézőszám: 4636 Játékvezetők: Bonaventura, Bonaventura (FRA) |

| 2022. december 1. 20:45 | HBC Nantes   | 35–28       | Aalborg    | Parc des expositions de la Beaujoire, Nantes Nézőszám: 5902 Játékvezetők: Lah, Sok (SLO) |
| 2022. december 1. 20:45 | Cavalcanti 6 | (18–12)     | Hangaard 5 | Parc des expositions de la Beaujoire, Nantes Nézőszám: 5902 Játékvezetők: Lah, Sok (SLO) |
| 2022. december 1. 20:45 | 4× 1×        | Jegyzőkönyv | 2× 1×      | Parc des expositions de la Beaujoire, Nantes Nézőszám: 5902 Játékvezetők: Lah, Sok (SLO) |

| 2022. december 7. 18:45 | RK Celje | 29–26       | Elverum Håndball | Zlatorog Arena, Celje Nézőszám: 1350 Játékvezetők: Gubica, Milošević (CRO) |
| 2022. december 7. 18:45 | Vlah 11  | (15–13)     | Blomgren 6       | Zlatorog Arena, Celje Nézőszám: 1350 Játékvezetők: Gubica, Milošević (CRO) |
| 2022. december 7. 18:45 | 4× 1×    | Jegyzőkönyv | 4×               | Zlatorog Arena, Celje Nézőszám: 1350 Játékvezetők: Gubica, Milošević (CRO) |

| 2022. december 7. 18:45 | Pick Szeged | 28–31       | Łomża Industria Kielce | Pick Aréna, Szeged Nézőszám: 6500 Játékvezetők: Erdoğan, Özdeniz (TUR) |
| 2022. december 7. 18:45 | Bombač 6    | (13–16)     | Moryto 8               | Pick Aréna, Szeged Nézőszám: 6500 Játékvezetők: Erdoğan, Özdeniz (TUR) |
| 2022. december 7. 18:45 | 1× 1×       | Jegyzőkönyv | 4× 2×                  | Pick Aréna, Szeged Nézőszám: 6500 Játékvezetők: Erdoğan, Özdeniz (TUR) |

| 2022. december 8. 18:45 | THW Kiel | 37–33       | HBC Nantes | Wunderino Arena, Kiel Nézőszám: 6204 Játékvezetők: Kurtagic, Wetterwik (SWE) |
| 2022. december 8. 18:45 | Bilyk 10 | (20–18)     | Briet 6    | Wunderino Arena, Kiel Nézőszám: 6204 Játékvezetők: Kurtagic, Wetterwik (SWE) |
| 2022. december 8. 18:45 | 5× 1×    | Jegyzőkönyv | 4× 1×      | Wunderino Arena, Kiel Nézőszám: 6204 Játékvezetők: Kurtagic, Wetterwik (SWE) |

| 2022. december 8. 20:45 | FC Barcelona | 32–26       | Aalborg | Palau Blaugrana, Barcelona Nézőszám: 3646 Játékvezetők: Brunner, Salah (SUI) |
| 2022. december 8. 20:45 | Mem 9        | (15–16)     | Claar 6 | Palau Blaugrana, Barcelona Nézőszám: 3646 Játékvezetők: Brunner, Salah (SUI) |
| 2022. december 8. 20:45 | 2×           | Jegyzőkönyv | 3×      | Palau Blaugrana, Barcelona Nézőszám: 3646 Játékvezetők: Brunner, Salah (SUI) |

| 2022. december 14. 18:45 | Elverum Håndball | 32–34       | Pick Szeged         | Terningen Arena, Elverum Nézőszám: 1626 Játékvezetők: Gasmi, Gasmi (FRA) |
| 2022. december 14. 18:45 | Anderson 7       | (14–19)     | Frimmel, Šoštarič 6 | Terningen Arena, Elverum Nézőszám: 1626 Játékvezetők: Gasmi, Gasmi (FRA) |
| 2022. december 14. 18:45 | 3× 1×            | Jegyzőkönyv | 1×                  | Terningen Arena, Elverum Nézőszám: 1626 Játékvezetők: Gasmi, Gasmi (FRA) |

| 2022. december 15. 18:45 | Łomża Industria Kielce | 36–28       | RK Celje    | Hala Legionów, Kielce Nézőszám: 4200 Játékvezetők: Martins, Martins (POR) |
| 2022. december 15. 18:45 | Moryto 8               | (18–15)     | Ivanković 9 | Hala Legionów, Kielce Nézőszám: 4200 Játékvezetők: Martins, Martins (POR) |
| 2022. december 15. 18:45 | 3×                     | Jegyzőkönyv | 6× 1×       | Hala Legionów, Kielce Nézőszám: 4200 Játékvezetők: Martins, Martins (POR) |

| 2022. december 15. 20:45 | HBC Nantes | 33–37       | FC Barcelona | Hall XXL, Nantes Nézőszám: 10322 Játékvezetők: Schulze, Tönnies (GER) |
| 2022. december 15. 20:45 | Rivera 5   | (16–22)     | Fabregas 8   | Hall XXL, Nantes Nézőszám: 10322 Játékvezetők: Schulze, Tönnies (GER) |
| 2022. december 15. 20:45 | 3× 1×      | Jegyzőkönyv | 1× 1×        | Hall XXL, Nantes Nézőszám: 10322 Játékvezetők: Schulze, Tönnies (GER) |

| 2022. december 15. 20:45 | Aalborg    | 26–30       | THW Kiel  | Gigantium, Aalborg Nézőszám: 5020 Játékvezetők: Santos, Fonseca (POR) |
| 2022. december 15. 20:45 | Bjørnsen 8 | (14–16)     | Sagosen 6 | Gigantium, Aalborg Nézőszám: 5020 Játékvezetők: Santos, Fonseca (POR) |
| 2022. december 15. 20:45 | 2×         | Jegyzőkönyv | 5×        | Gigantium, Aalborg Nézőszám: 5020 Játékvezetők: Santos, Fonseca (POR) |

| 2023. február 9. 18:45 | THW Kiel | 32–29       | Łomża Industria Kielce | Wunderino Arena, Kiel Nézőszám: 7774 Játékvezetők: Elíasson, Pálsson (ISL) |
| 2023. február 9. 18:45 | Ekberg 8 | (22–13)     | Nahi 6                 | Wunderino Arena, Kiel Nézőszám: 7774 Játékvezetők: Elíasson, Pálsson (ISL) |
| 2023. február 9. 18:45 | 4× 1×    | Jegyzőkönyv | 1× 2×                  | Wunderino Arena, Kiel Nézőszám: 7774 Játékvezetők: Elíasson, Pálsson (ISL) |

| 2023. február 9. 18:45 | Aalborg    | 33–27       | Pick Szeged | Gigantium, Aalborg Nézőszám: 4685 Játékvezetők: Mažeika, Gatelis (LTU) |
| 2023. február 9. 18:45 | Barthold 8 | (15–11)     | Frimmel 6   | Gigantium, Aalborg Nézőszám: 4685 Játékvezetők: Mažeika, Gatelis (LTU) |
| 2023. február 9. 18:45 | 4× 2×      | Jegyzőkönyv | 4× 1×       | Gigantium, Aalborg Nézőszám: 4685 Játékvezetők: Mažeika, Gatelis (LTU) |

| 2023. február 9. 20:45 | FC Barcelona | 40–30       | Elverum Håndball | Palau Blaugrana, Barcelona Nézőszám: 1872 Játékvezetők: Merz, Kuttler (GER) |
| 2023. február 9. 20:45 | Frade 7      | (19–12)     | három játékos 5  | Palau Blaugrana, Barcelona Nézőszám: 1872 Játékvezetők: Merz, Kuttler (GER) |
| 2023. február 9. 20:45 | 2×           | Jegyzőkönyv | 3×               | Palau Blaugrana, Barcelona Nézőszám: 1872 Játékvezetők: Merz, Kuttler (GER) |

| 2023. február 9. 20:45 | HBC Nantes | 31–32       | RK Celje | Parc des expositions de la Beaujoire, Nantes Nézőszám: 5902 Játékvezetők: Covalciuc, Covalciuc (MDA) |
| 2023. február 9. 20:45 | Minne 8    | (15–17)     | Vlah 7   | Parc des expositions de la Beaujoire, Nantes Nézőszám: 5902 Játékvezetők: Covalciuc, Covalciuc (MDA) |
| 2023. február 9. 20:45 | 5×         | Jegyzőkönyv | 6×       | Parc des expositions de la Beaujoire, Nantes Nézőszám: 5902 Játékvezetők: Covalciuc, Covalciuc (MDA) |

| 2023. február 15. 18:45 | Elverum Håndball | 36–42       | HBC Nantes            | Terningen Arena, Elverum Nézőszám: 1553 Játékvezetők: Hansen, Madsen (DEN) |
| 2023. február 15. 18:45 | Grøndahl 9       | (18–21)     | Cavalcanti, Marchán 7 | Terningen Arena, Elverum Nézőszám: 1553 Játékvezetők: Hansen, Madsen (DEN) |
| 2023. február 15. 18:45 | 3×               | Jegyzőkönyv | 3× 1×                 | Terningen Arena, Elverum Nézőszám: 1553 Játékvezetők: Hansen, Madsen (DEN) |

| 2023. február 15. 18:45 | RK Celje | 27–28       | FC Barcelona | Zlatorog Arena, Celje Nézőszám: 5207 Játékvezetők: Brkic, Jusufhodzic (AUT) |
| 2023. február 15. 18:45 | Marguč 8 | (15–12)     | Mem, Wanne 5 | Zlatorog Arena, Celje Nézőszám: 5207 Játékvezetők: Brkic, Jusufhodzic (AUT) |
| 2023. február 15. 18:45 | 6× 1×    | Jegyzőkönyv | 5× 1×        | Zlatorog Arena, Celje Nézőszám: 5207 Játékvezetők: Brkic, Jusufhodzic (AUT) |

| 2023. február 15. 18:45 | Łomża Industria Kielce | 33–28       | Aalborg             | Hala Legionów, Kielce Nézőszám: 4200 Játékvezetők: Nikolov, Nachevski (MKD) |
| 2023. február 15. 18:45 | Moryto 6               | (15–15)     | Barthold, Sandell 6 | Hala Legionów, Kielce Nézőszám: 4200 Játékvezetők: Nikolov, Nachevski (MKD) |
| 2023. február 15. 18:45 | 1×                     | Jegyzőkönyv | 2×                  | Hala Legionów, Kielce Nézőszám: 4200 Játékvezetők: Nikolov, Nachevski (MKD) |

| 2023. február 16. 18:45 | Pick Szeged  | 36–33       | THW Kiel  | Pick Aréna, Szeged Nézőszám: 7135 Játékvezetők: Marín, García (ESP) |
| 2023. február 16. 18:45 | Garciandia 6 | (14–17)     | Sagosen 7 | Pick Aréna, Szeged Nézőszám: 7135 Játékvezetők: Marín, García (ESP) |
| 2023. február 16. 18:45 | 5× 1×        | Jegyzőkönyv | 5×        | Pick Aréna, Szeged Nézőszám: 7135 Játékvezetők: Marín, García (ESP) |

| 2023. február 22. 18:45 | Aalborg | 31–24       | Elverum Håndball | Gigantium, Aalborg Nézőszám: 4830 Játékvezetők: Álvarez, Bustamante (ESP) |
| 2023. február 22. 18:45 | Claar 6 | (17–12)     | Blomgren 6       | Gigantium, Aalborg Nézőszám: 4830 Játékvezetők: Álvarez, Bustamante (ESP) |
| 2023. február 22. 18:45 | 3× 1×   | Jegyzőkönyv | 3× 1×            | Gigantium, Aalborg Nézőszám: 4830 Játékvezetők: Álvarez, Bustamante (ESP) |

| 2023. február 22. 18:45 | THW Kiel | 39–27       | RK Celje        | Wunderino Arena, Kiel Nézőszám: 7803 Játékvezetők: Stark, Ştefan (ROU) |
| 2023. február 22. 18:45 | Landin 9 | (17–15)     | három játékos 5 | Wunderino Arena, Kiel Nézőszám: 7803 Játékvezetők: Stark, Ştefan (ROU) |
| 2023. február 22. 18:45 | 2×       | Jegyzőkönyv | 6× 1×           | Wunderino Arena, Kiel Nézőszám: 7803 Játékvezetők: Stark, Ştefan (ROU) |

| 2023. február 22. 20:45 | FC Barcelona    | 35–25       | Pick Szeged | Palau Blaugrana, Barcelona Nézőszám: 2480 Játékvezetők: Horáček, Novotný (CZE) |
| 2023. február 22. 20:45 | három játékos 5 | (20–10)     | Rosta 5     | Palau Blaugrana, Barcelona Nézőszám: 2480 Játékvezetők: Horáček, Novotný (CZE) |
| 2023. február 22. 20:45 | 1×              | Jegyzőkönyv |             | Palau Blaugrana, Barcelona Nézőszám: 2480 Játékvezetők: Horáček, Novotný (CZE) |

| 2023. február 23. 20:45 | HBC Nantes | 30–33       | Łomża Industria Kielce | Parc des expositions de la Beaujoire, Nantes Nézőszám: 5902 Játékvezetők: Santos, Fonseca (POR) |
| 2023. február 23. 20:45 | Rivera 7   | (14–17)     | Moryto, Sićko 6        | Parc des expositions de la Beaujoire, Nantes Nézőszám: 5902 Játékvezetők: Santos, Fonseca (POR) |
| 2023. február 23. 20:45 | 4×         | Jegyzőkönyv | 5×                     | Parc des expositions de la Beaujoire, Nantes Nézőszám: 5902 Játékvezetők: Santos, Fonseca (POR) |

| 2023. március 1. 18:45 | Pick Szeged | 28–28       | HBC Nantes | Pick Aréna, Szeged Nézőszám: 5042 Játékvezetők: Jørum, Kleven (NOR) |
| 2023. március 1. 18:45 | Rosta 7     | (13–15)     | Portela 5  | Pick Aréna, Szeged Nézőszám: 5042 Játékvezetők: Jørum, Kleven (NOR) |
| 2023. március 1. 18:45 | 3×          | Jegyzőkönyv | 3×         | Pick Aréna, Szeged Nézőszám: 5042 Játékvezetők: Jørum, Kleven (NOR) |

| 2023. március 1. 18:45 | Elverum Håndball | 26–26       | THW Kiel     | Terningen Arena, Elverum Nézőszám: 2130 Játékvezetők: Martins, Martins (POR) |
| 2023. március 1. 18:45 | Grøndahl 6       | (11–12)     | öt játékos 3 | Terningen Arena, Elverum Nézőszám: 2130 Játékvezetők: Martins, Martins (POR) |
| 2023. március 1. 18:45 | 3×               | Jegyzőkönyv | 4× 1×        | Terningen Arena, Elverum Nézőszám: 2130 Játékvezetők: Martins, Martins (POR) |

| 2023. március 1. 20:45 | RK Celje        | 31–34       | Aalborg       | Zlatorog Arena, Celje Nézőszám: 2000 Játékvezetők: Gasmi, Gasmi (FRA) |
| 2023. március 1. 20:45 | három játékos 5 | (15–19)     | Pálmarsson 10 | Zlatorog Arena, Celje Nézőszám: 2000 Játékvezetők: Gasmi, Gasmi (FRA) |
| 2023. március 1. 20:45 | 1× 1×           | Jegyzőkönyv | 1×            | Zlatorog Arena, Celje Nézőszám: 2000 Játékvezetők: Gasmi, Gasmi (FRA) |

| 2023. március 2. 18:45 | Łomża Industria Kielce | 31–32       | FC Barcelona | Hala Legionów, Kielce Nézőszám: 4200 Játékvezetők: Bíró, Kiss (HUN) |
| 2023. március 2. 18:45 | Moryto 8               | (12–13)     | N’Guessan 6  | Hala Legionów, Kielce Nézőszám: 4200 Játékvezetők: Bíró, Kiss (HUN) |
| 2023. március 2. 18:45 | 1× 1×                  | Jegyzőkönyv | 2×           | Hala Legionów, Kielce Nézőszám: 4200 Játékvezetők: Bíró, Kiss (HUN) |